# Emmanuel Macron
Emmanuel Jean-Michel Frédéric Macron (Amiens, 21 de diciembre de 1977) es un economista y político francés, vigesimoquinto presidente de la República Francesa y copríncipe de Andorra desde 2017.
Exfuncionario público y especialista en inversión bancaria, empleado y asociado del banco francés Rothschild & Cie y ejerció posteriormente de asesor económico del presidente de la República François Hollande (2012). En 2014 fue nombrado ministro de Economía, Recuperación Productiva y Asuntos Digitales. En abril de 2016 lanzó el movimiento político centrista ¡En Marcha!. En agosto siguiente dimitió como ministro de Economía para dedicarse al partido  ¡En Marcha!, sin descartar convertirse en candidato en las elecciones presidenciales de Francia de 2017 si Hollande desistía. Dejó el cargo siendo el ministro mejor valorado del Gobierno y el político de la izquierda preferido de los franceses. Macron también confirmó en agosto su alejamiento del Partido Socialista francés para liderar un proyecto político de centro, aunque en 2015 ya había explicado que había sido militante de dicho partido pero ya no lo era.
A finales de 2016 anunció su candidatura para las elecciones presidenciales en abril de 2017, cuya primera vuelta ganó con una votación cercana al 24 %. El 14 de mayo del 2017 obtuvo la victoria en la segunda vuelta frente a la candidata de derecha Marine Le Pen, líder del Frente Nacional. Macron se impuso con el 66,1 % de los votos sobre Le Pen, que alcanzó el 33,9 % de los sufragios. A los treinta y nueve años de edad, se convirtió en el presidente más joven de la historia francesa, representando así al jefe de Estado francés más joven desde Napoleón Bonaparte y al miembro más joven del G-20 actualmente. Macron fue reelecto en las elecciones presidenciales de 2022 al derrotar una vez más a LePen en una segunda vuelta.
Desde que asumió sus funciones en 2017, su mandato ha estado marcado por momentos de tensión social como la reforma del Código Laboral, la Ley de reforma de la compañía francesa de ferrocarriles, SNCF, el caso Benalla, el movimiento de los chalecos amarillos, siendo este último uno de los más significativos del quinquenio del presidente Macron ya que, a partir de noviembre de 2018, el presidente estuvo en el centro de la protesta que comenzó después de que el ejecutivo anunciara un aumento en los impuestos sobre el precio del combustible el 1 de enero de 2019. En respuesta, Macron renunció a aumentar el impuesto y anunció un incremento del salario mínimo (SMIC) de 100 euros por mes en 2019.
De igual manera, el presidente Macron ha sido el abanderado de las principales propuestas destinadas la refundación de la Unión Europea. Es así que el 18 de mayo de 2020, en una rueda de prensa conjunta con la canciller alemana Angela Merkel, ambos mandatarios presentaron un plan para la UE en el marco de la crisis de la pandemia. Las medidas anunciadas relanzaron las expectativas sobre el hipotético momento histórico por el que la organización europea estaría atravesando. Macron defiende una «refundación histórica» de Europa. Lo señaló en su discurso de toma de posesión como presidente de Francia. Fue también el mensaje lanzado durante su primera visita a Berlín para reunirse con Angela Merkel. 
El dirigente incluso publicó una carta titulada “Para un renacimiento europeo” que apareció en marzo de 2019 en 28 periódicos de la UE.
Por otra parte, Macron considera que Francia debe mantener tropas en el Sahel y que la operación militar debe mantenerse pero pide apoyo a Alemania y a otros países europeos. Su segundo viaje exterior tras asumir la presidencia del país, después de Alemania, fue para visitar las tropas francesas que se encuentran en Malí.

## Biografía
Emmanuel Macron es hijo de Jean-Michel Macron, médico, profesor de Neurología en la CHU de Amiens y jefe de educación de la facultad de medicina en esta misma ciudad; y Françoise Macron-Noguès, doctora y consejera de la seguridad social francesa. Es el primero de tres hermanos: Emmanuel, Laurent (1979, radiólogo) y Estelle (1982, nefróloga). Estudió en el colegio de los jesuitas La Providence de Amiens, obteniendo buenas notas y al mismo tiempo cursaba en paralelo, durante al menos seis años, estudios de piano en el Conservatorio de Amiens.
Acabó el bachillerato en el liceo Henri IV de París. En dicho establecimiento cursó también sus tres primeros años universitarios, en las clases preparatorias a las grandes escuelas de Letras y Ciencias Sociales (1995-1998), sin llegar a entrar en la Escuela Normal Superior. Obtuvo el título de Filosofía en la Universidad de París-Nanterre, hizo la tesis sobre Hegel, se graduó en Ciencias Políticas en el Instituto de Estudios Políticos de París (2001) al tiempo que se convirtió en militante del Partido Socialista, a los veinticuatro años. Fue el asistente del filósofo Paul Ricoeur mientras redactaba su libro Memoria, historia y olvido. Continuó sus estudios y en 2004 salió de la Escuela Nacional de Administración (ENA), donde se forman las élites francesas, como inspector de finanzas.

## Trayectoria como alto funcionario y banquero
Como alto funcionario, fue relator de la «Commission Attali» en 2007. Un año después, en 2008 fichó por la Banca Rothschild, donde permaneció durante cuatro años. Como socio de esta banca se encargó de la OPA de Nestlé a una filial de Pfizer, por un precio de 9000 millones de dólares y sustanciosos dividendos.
Cultivó contactos e hizo amistad con personas influyentes como el patrón de Nestlé, Peter Brabeck, el economista Jacques Attali con el que redactó en 2008 un informe sobre crecimiento económico encargado por Nicolas Sarkozy o Jean-Pierre Jouyet, amigo de Hollande y secretario general en el Elíseo. Estos dos últimos fueron quienes le introdujeron en el círculo del presidente francés entre 2006 y 2007.

## Trayectoria política
Empezó a militar en el Movimiento de los Ciudadanos durante casi dos años, pero la adhesión a este partido no fue estable. Votó a Jean-Pierre Chevènement en la primera vuelta de las elecciones presidenciales francesas de 2002. Miembro del Partido Socialista desde los veinticuatro años fue activo y pagó la cuota de militante de 2006 a 2009. También colabora con la Fundación Jean-Jaurés.
En 2006, conoció a François Hollande a través de Jean-Pierre Jouyet y se comprometió a su lado como asesor a partir de 2010. En las elecciones presidenciales de 2007 formó parte del grupo de los Gracques, compuesto por antiguos altos funcionarios y empresarios socialistas que reclamaban una alianza entre Ségolène Royal y François Bayrou. En estas fechas intentó ser elegido candidato a las elecciones legislativas del Partido Socialista en Picardía pero los socialistas de esta región le rechazan. Su fracaso sumado a la victoria de Sarkozy en las elecciones presidenciales de 2007 le animan a dar un nuevo vuelco a su carrera. En 2010 rechazó la propuesta planteada por Antoine Gosset-Grainville y validada por el Palacio del Elíseo de convertirse en director adjunto del gabinete del primer ministro François Fillon.
Macron fue nombrado secretario general adjunto de la Presidencia el 15 de mayo de 2012, en tándem con Nicolas Revel y a las órdenes del nuevo secretario general Pierre-René Lemas. Ya entonces el ala izquierda del Partido Socialista francés criticó su designación junto al presidente. «Es un error potenciar a esa clase de colaboradores», comentó la senadora Marie-Noëlle Lienemann. Macron tenía la confianza de las empresas y en sus dos años en el Elíseo fue el encargado de mantener el nexo del presidente con los grandes patronos. Su estrecha colaboración con el presidente socialista dio un giro a la política económica de Hollande cuestionada por el ala izquierdista del socialismo francés.
El 26 de agosto de 2014 fue nombrado ministro de Economía, Recuperación Productiva y Asuntos Digitales del segundo gobierno de Manuel Valls sustituyendo a Arnaud Montebourg, una decisión especialmente criticada por parte de algunos parlamentarios socialistas opuestos a las medidas reformistas de Hollande inspiradas por Macron.
«Queremos preservar el modelo social francés. No haremos una política en detrimento de los asalariados, pero hay que reconocer la necesidad de tener un motor en la economía, y ese motor es la empresa» explicó Macron en una entrevista, sintetizando las reformas de Hollande. En agosto de 2016 dimitió como ministro para dedicarse de lleno al movimiento político que acababa de crear: ¡En Marcha!, del centro político.

### Creación de La República en Marcha
¡En Marcha! fue fundado el 6 de abril de 2016 en Amiens, ciudad natal de Macron y el nombre del movimiento incorpora sus iniciales. A pesar de que Emmanuel Macron fue miembro del Partido Socialista (PS) de 2006 a 2009, ¡En Marcha! manifiesta que desea salir de los marcos políticos tradicionales y quiere presentarse como una organización transversal. Macron se opone al tradicional dualismo izquierda-derecha, reemplazándolo por la dicotomía entre progresistas y conservadores, identificándose con los primeros Macron afirma que ¡En Marcha! es a la vez de derechas y de izquierdas.
Con esta iniciativa, Emmanuel Macron asumía por primera vez su ambición de concurrir a unas elecciones presidenciales. Numerosos observadores políticos y medios de comunicación consideraron que podría ser candidato en 2017, sobre todo teniendo en cuenta las recaudaciones de fondos que organizaba. El lanzamiento de este movimiento tuvo una importante cobertura mediática, acompañada de un aumento del número de búsquedas sobre Emmanuel Macron en Google y Wikipedia y de tensiones con François Hollande sobre la cuestión de la lealtad del exministro hacia el presidente. Durante la entrevista con motivo de la Fiesta Nacional de Francia el 14 de julio de 2016 Hollande declaró que Emmanuel Macron estaba comprometido con la "solidaridad" gubernamental y con la necesidad de "servir hasta el final" al margen de cuestiones personales. En las semanas posteriores a la fundación del movimiento la organización se benefició de un ascenso notable en los sondeos de opinión y algunos lo situaron como el mejor posicionado en la izquierda ante las elecciones presidenciales de 2017.
En su momento, la creación de ¡En Marcha! recibió la bienvenida de diferentes personalidades políticas, como Najat Vallaud-Belkacem, François Hollande o incluso Jean-Pierre Raffarin, que consideró que el movimiento aportaba "savia nueva". Pierre Gattaz, presidente del MEDEF, declaró que la iniciativa era "refrescante".
Otros fueron más críticos, entre ellos Jean-Luc Mélenchon, que consideraba que el programa económico de Macron estaba inspirado en el de Marine Le Pen o incluso Christian Estrosi que consideraba que el ministro no tiene "ninguna credibilidad".
Emmanuel Macron realizó su primer mitin el 12 de julio de 2016 en la Casa de la Mutualidad al que asistieron aproximadamente unas 3 500 personas, una cuarentena de parlamentarios, entre ellos Nicole Bricq; personalidades como Renaud Dutreil, Érik Orsenna; o la viuda de Michel Rocard. En su intervención afirmó que llevará al movimiento "hasta 2017 y hasta la victoria". La elección de la fecha — dos días antes la última intervención televisada sobre los cinco años de mandato de François Hollande — fue considerada por parte de algunos como una provocación. Manuel Valls, le criticó sin mencionar su nombre en su discurso y expresó públicamente su irritación.

### Presidente de Francia

#### Primer mandato

##### Campaña presidencial
En noviembre de 2016 confirmó su candidatura a las elecciones presidenciales de Francia de 2017. En la primera vuelta, Emmanuel Macron quedó en primer lugar con el 24.01% de los votos. El 7 de mayo de 2017, Macron ganó la segunda vuelta de las elecciones presidenciales francesas con un 66,1% de los votos válidos frente al 33,9% conseguido por su rival del Frente Nacional Marine Le Pen, convirtiéndose, a los treinta y nueve años de edad, en el presidente más joven en la historia del país.
Tras su victoria electoral en las elecciones presidenciales, fue proclamado e investido presidente de Francia el 14 de mayo de 2017 en sucesión de François Hollande.

##### Gobierno Philippe
El 15 de mayo de 2017 fue nombrado primer ministro de Francia por el presidente Emmanuel Macron. En la ceremonia de traspaso de poder con su predecesor Bernard Cazeneuve señaló: «Soy un hombre de derechas».
Fue ministro del Interior desde el 3 hasta el 16 de octubre de 2018, tras la dimisión de Gérard Collomb.

##### Gobierno Castex
La cuestión de si Édouard Philippe permanecerá en el cargo después de la segunda vuelta de las elecciones municipales, el 28 de junio de 2020, se planteó durante la campaña. Luego de la victoria del Primer Ministro en El Havre, el portavoz del gobierno, Sibeth Ndiaye, anuncia que el presidente de la República debería decidir el asunto.

##### Protestas de 2019-2020
Las protestas contra el plan de reforma de las pensiones francesas de 2019-2020 comenzó el 5 de diciembre para protestar contra los amplios cambios en el sistema de pensiones de Francia propuestos por el presidente francés Emmanuel Macron. La reforma de las pensiones fue una de las promesas del presidente Macron y hay tres propuestas principales del plan de reforma de las pensiones. El primero es crear un plan de jubilación estatal universal, que reemplazaría los 42 planes de jubilación individuales que existen en Francia. El segundo es un "sistema de puntos", para dar una pensión en proporción a las contribuciones pagadas. El tercero es "mejorar las pensiones de los más desfavorecidos". El resultado del sistema aumentaría la edad de jubilación de muchos empleos en Francia.
El plan de reforma de pensiones francés de 2019 sigue las reformas de pensiones anteriores en 1993, 2003, 2010 y 2013, pero es mucho más completo en eso que en lugar de ajustar el sistema (por muchas razones, como resultado del aumento de la esperanza de vida), el sistema va a ser reemplazado. En septiembre de 2017, Jean-Paul Delevoye fue designado como Alto Comisionado para la Reforma de Pensiones, y se le ordenó revisar el sistema de pensiones. En julio de 2019, se presentó un informe de sus recomendaciones, destacando los conceptos básicos de un proyecto de ley que se propondrá a la Asamblea Nacional para la reforma de las pensiones. Si el proyecto de ley se convirtiera en ley, solo entraría en vigor en 2025.

##### Movimiento de los chalecos amarillos
El movimiento de los chalecos amarillos (en francés: Mouvement des gilets jaunes) es un movimiento social de protesta que se formó en Francia a partir del mes de octubre de 2018. El movimiento también se extendió, en menor medida, a otros países vecinos principalmente Bélgica, Países Bajos, Alemania, Italia, y España.
Esta movilización tiene su origen en la difusión en las redes sociales de llamadas de los ciudadanos a protestar contra el alza en el precio de los combustibles, la injusticia fiscal y la pérdida del poder adquisitivo. El movimiento se presenta a sí mismo en los medios de comunicación como espontáneo, transversal y sin portavoz oficial.
Inicialmente se centra en el rechazo generalizado al alza del impuesto sobre el carbono, pero se amplía rápidamente a otras reivindicaciones: la pérdida del poder adquisitivo de las clases medias y clases bajas, la renuncia del presidente Emmanuel Macron o la organización de un Referendo de Iniciativa Ciudadana (RIC).
El movimiento se organizó en torno a los bloqueos de carreteras y rotondas y varios eventos nacionales que han tenido lugar todos los sábados desde el 17 de noviembre de 2018. Al encontrar una fuerte participación en las diferentes regiones, las protestas se extendieron a las ciudades más grandes.
Entre sus líderes están Laëtitia Dewalle, Éric Drouet, Ingrid Levavasseur, Priscillia Ludosky, Jacline Mouraud, Maxime Nicolle y Hayk Shahinyan, entre otros.
Desde el inicio de las manifestaciones y hasta el 10 de enero de 2019, más de 6.400 manifestantes han sido detenidos por la policía.
2.100 manifestantes han resultado heridos, indican los datos del Ministerio del Interior. Según un exhaustivo recopilatorio realizado por el diario Mediapart, se han producido más de 500 casos de evidentes abusos policiales. Entre ellos, hay 22 manifestantes que han perdido un ojo, cinco que se han quedado sin una mano, 210 que sufrieron heridas en la cabeza.

##### Pandemia de COVID-19
El primer caso confirmado de la pandemia de COVID-19 en Francia fue reportado el 24 de enero de 2020, siendo el primer caso conocido de COVID-19 de la Unión Europea y de todo el continente europeo. Involucró a un ciudadano francés de 48 años que llegó a Francia desde China y se instaló en Burdeos. Dos casos más fueron confirmados al final del día; todos habían regresado recientemente de China.
El 12 de marzo, el presidente de Francia, Emmanuel Macron, anunció en la televisión pública que todas las escuelas y todas las universidades cerrarían desde el lunes 16 de marzo hasta nuevo aviso. Al día siguiente, el primer ministro Édouard Philippe prohibió las reuniones de más de 100 personas, sin incluir el transporte público. Al día siguiente, el primer ministro ordenó el cierre de todos los lugares públicos no esenciales, incluidos restaurantes, cafeterías, cines y discotecas, a partir de la medianoche. El 16 de marzo, el presidente Emmanuel Macron anunció un cierre nacional durante 15 días a partir del 17 de marzo al mediodía.
El 17 de diciembre de 2020, Emmanuel Macron dio positivo a COVID-19.
El 17 de junio de 2021, el gobierno francés eliminó la obligación de llevar mascarilla en público. Tres días más tarde, levantó el toque de queda.
Hasta el 20 de febrero de 2022, se contabiliza la cifra de 22,286,829 casos confirmados, 136,594 fallecidos y 15,867,601 recuperados del virus.
Protestas contra el confinamiento por la pandemia

##### Seguridad
Por otra parte, el gobierno «amplía la duración de la detención administrativa a noventa días (cuarenta y cinco anteriormente), incluso para las familias con niños; introduce el registro de menores no acompañados, trivializa las audiencias de asilo por videoconferencia, restringe el acceso a un permiso de residencia para los padres de niños franceses, limita el derecho a la tierra en Mayotte, etc».

#### Segundo mandato

##### Reelección
En virtud del artículo 6 de la Constitución francesa, nadie puede ejercer más de dos mandatos consecutivos como Presidente de la República Francesa. Al ya haber resultado elegido presidente en las elecciones presidenciales anteriores, Macron se presentaba para renovar su último mandato legal.
En la segunda vuelta, Emmanuel Macron obtuvo el 58,54% de los votos emitidos, superando a su rival Marine Le Pen por 17 puntos porcentuales, lo que permitió al presidente comenzar un segundo mandato. La victoria de Macron fue mucho más amplia que la que mostraban gran parte de las encuestas.

##### Gobierno Borne
El gobierno se formó el 20 de mayo de 2022, pero tras las elecciones legislativas del mes de junio, en las que los partidos de gobierno perdieron la mayoría absoluta, abandonaron el gobierno los ministros que habían perdido su escaño en la Asamblea, por lo que fue necesaria una remodelación del gobierno. Los nuevos ministros ocuparon su cargo el 4 de julio del mismo año.

Reforma de las pensiones en 2023
En 2023, el índice de popularidad de Emmanuel Macron es sólo del 22%.
Protestas por la muerte de Nahel Merzouk
Las protestas por la muerte de Nahel Merzouk fueron una serie de revueltas y desórdenes civiles en Francia. Los disturbios comenzaron el 28 de junio de 2023 a raíz de la muerte de Nahel Merzouk a manos de un oficial de policía cuya identidad no se ha revelado. Los disturbios y los incendios provocados continuaron por segundo día.

##### Gobierno Attal
Tras varias semanas de agitación mediática sobre la posibilidad de un cambio de gabinete, el 8 de enero de 2024 Élisabeth Borne presentó la dimisión de su Gobierno al presidente Emmanuel Macron, que la aceptó.

##### Gobierno Barnier
Emmanuel Macron convocó elecciones legislativas anticipadas en julio de 2024, que fueron ganadas por el Nuevo Frente Popular, una coalición de partidos de izquierda. Sin embargo, nombró como nuevo primer ministro a Michel Barnier, del partido de derecha Los republicanos.
En septiembre de 2024, el nivel de popularidad de Emmanuel Macron es del 18%.

#### Unión Europea
La refundación de la Unión Europea es el proyecto que busca la reforma institucional y constitucional para adaptar a dicha organización a los futuros cambios globales y avanzar en la integración europea. Fue iniciado en 2017 y ha sido impulsado principalmente por la Comisión Europea y el denominado eje franco-alemán. Aunque el término «refundación» ha sido utilizado especialmente por el presidente de Francia, Emmanuel Macron y su gobierno, diferentes actores políticos se han referido a la situación empleando términos variados para reflejar la voluntad de aumentar la capacidad geopolítica, la autonomía estratégica o la soberanía de la Unión. Por ejemplo, durante la presidencia francesa del Consejo de la UE en 2022, el propio Macron utilizó como eslogan las palabras «relanzamiento, poder, pertenencia».
En medio de la tensión diplomática entre Rusia y la UE y la intensificación de la rivalidad entre China y Estados Unidos, la UE comenzó a debatir la noción de autonomía estratégica, que exige a la organización defender su soberanía y promover sus intereses de manera independiente. Dicha autonomía suele vincularse a la defensa, pero podría ir más allá, teniendo en cuenta que a nivel internacional las capacidades económicas y tecnológicas han ganado relevancia. Sin embargo, varios líderes europeos aspiran a dotar a la UE de las capacidades militares que consideran necesarias para garantizar su defensa en pos de conseguir la autonomía estratégica.
Entre tanto, en Estados Unidos, los gobiernos de Donald Trump y Joe Biden asumieron una postura de relativa ruptura respecto a la UE, lo que ha generado una «pérdida de confianza» en la relación bilateral dentro de la clase política y la opinión pública en la UE. Paralelamente las nuevas relaciones eurobritánicas, tras la salida del Reino Unido de la UE en 2020, se han desarrollado en medio de un reforzamiento de la angloesfera que ha chocado con algunos intereses de la UE.
Sin embargo, han sido dos los principales catalizadores que desde 2020 impulsan una serie de cambios de considerable magnitud en el bloque comunitario: la crisis de la pandemia de COVID-19 y la situación de la Unión tras la invasión rusa de Ucrania. Entre otros aspectos, ambas crisis pusieron en evidencia la dependencia exterior de la Unión para abastecerse de productos y materias primas de carácter estratégico. Ello, unido al creciente proteccionismo de competidores clave como China y Estados Unidos —en particular las leyes de este último aprobadas en 2022—, potenció la adopción de medidas comunitarias que buscan la reindustralización interior de la UE.

###### Presidencia francesa del Consejo de la Unión Europea (2022)
La presidencia francesa del Consejo de la Unión Europea (PFUE) en el primer semestre de 2022 estuvo enmarcada dentro del sistema de administración rotativa de dicha institución que agrupa a los ministros de los Estados miembros por sector y que representa, con el Parlamento Europeo, el poder legislativo de la Unión. Durante este período, el gobierno de Francia y su presidente Emmanuel Macron, se encargaron de encontrar compromisos entre “los Veintisiete” en temas específicos como la regulación de las plataformas digitales, además de eventos imprevistos como la invasión rusa de Ucrania. Así, trece años después de la última presidencia francesa del Consejo, el gobierno de dicho Estado presidió las reuniones del Consejo.
Durante este mandato se realizó la reunión informal del Consejo Europeo (institución distinta al Consejo de la Unión) el 10 y 11 de marzo de 2022, que tuvo lugar en el Palacio de Versalles y adoptó una declaración centrada en «la agresión de Rusia contra Ucrania» y describió «la manera en que la UE puede reforzar las capacidades de defensa, reducir la dependencia energética y desarrollar una base económica más sólida». Además, Francia también propuso la creación de la Comunidad Política Europea (CPE), una plataforma para debates políticos y estratégicos sobre el futuro de Europa, aunque el grupo se reunió por primera vez en octubre de 2022 en una cumbre que contó con participantes de 44 países europeos. Otro momento sobresaliente de la presidencia llegó el 9 de mayo (día de la Unión Europea) cuando se dieron a conocer las conclusiones de la conferencia sobre el futuro de Europa lanzada en mayo de 2021. Esta consulta pública, cuya idea fue formulada por Macron en marzo de 2019, permitió que los ciudadanos expresaran lo que esperan de la UE.
Por otra parte, las elecciones presidenciales y las legislativas francesas tuvieron lugar durante esta presidencia. Y es que aunque por lo general, los países que van a ocupar la presidencia rotatoria de la UE la posponen en caso de elecciones, Macron decidió lo contrario.

###### Anuncio conjunto con Olaf Scholz (2023)
| Los siete objetivos estratégicos de Emmanuel Macron y Olaf Scholz |
| --- |
| «Construir la Unión Europea para la próxima generación» (anuncio conjunto de los mandatarios en enero de 2023) |
| 1. «Invertir más, y ahora, en nuestras fuerzas armadas y en la base de nuestras industrias de defensa». 2. «Reforzar nuestra diversificación de abastecimiento estratégico y nuestras capacidades en áreas críticas [...] convertirnos en el primer continente climáticamente neutro del mundo». 3. «Implementar una estrategia para fortalecer la competitividad industrial europea en un entorno europeo que estimule la competencia y la innovación». 4. «Reforzar el modelo europeo para que el progreso económico y social vaya de la mano de la transición ecológica [...] apoyar a nuestros conciudadanos y permitirles enfrentar los desafíos de la transición ecológica y beneficiarse de ella». 5. «Iniciar la unión de los mercados de capitales y completar la unión bancaria. Los Estados miembros garantizarán su sostenibilidad fiscal [...] priorisando las inversiones para la transición verde y digital [...] serán respaldados por un presupuesto de la UE con recursos propios e inversión en bienes públicos europeos». 6. «Actuar a favor del estado de derecho y las libertades individuales y marcar pautas en el escenario internacional, por ejemplo en el sector digital. Las importaciones a la UE deben cumplir con nuestros estándares de seguridad y derechos humanos, así como con nuestros estándares ambientales y sociales». 7. «Lograr avances rápidos y concretos en el proceso de ampliación de la Unión [...] asegurarnos de que una UE ampliada conserve su capacidad de actuar, con instituciones más eficaces y procesos de toma de decisiones más rápidos, incluso ampliando la votación por mayoría cualificada en el Consejo». |

#### Política exterior

##### Intervención en el Sahel
Alianza Sahel es una plataforma de cooperación internacional para la estabilización y el desarrollo de la región del Sahel lanzada en París el 13 de julio de 2017 a iniciativa de Francia y Alemania con la presencia del presidente francés Emmanuel Macron, la cancillera alemana Angela Merkel y la alta representante de la Unión Europea Federica Mogherini.   
Reúne a los principales socios para el desarrollo multilateral y bilateral de los Estados del Sahel. El objetivo de la Alianza es acelerar el despliegue de la ayuda. La Alianza cuenta actualmente con 12 miembros: Francia, Alemania, la Unión Europea, el Banco Africano de Desarrollo, el Programa de las Naciones Unidas para el Desarrollo, el Banco Mundial, el Reino Unido, Italia, España, los Países Bajos, Luxemburgo y Dinamarca. Estados Unidos, Noruega y Finlandia son observadores.

## Controversias
Macron también se ha visto envuelto en polémicas de corte más popular, habiendo tenido enfrentamientos verbales con varios ciudadanos, entre ellos, un joven al que recriminó que se dirigiese a él como «Manu», en lugar de como «Señor Presidente» y un horticultor que le pidió trabajo, al que respondió que era suficiente cruzar la calle para encontrar trabajo.
Caso Benalla
El caso Benalla es un caso judicial, político y mediático francés que implica, entre otras personas, a Alexandre Benalla responsable de seguridad del presidente de la República Emmanuel Macron, acusado de haber violentado a dos personas y usurpado la función policial durante la manifestación del primero de mayo de 2018 en París. 
El caso fue revelado por el diario Le Monde el 18 de julio de 2018. El 19 de julio, la fiscalía de París abrió una investigación preliminar por «violencias por persona encargada de una misión de servicio público», «usurpación de funciones» y «usurpación de signos reservados a la autoridad pública». El 20 de julio de 2018, Alexandre Benalla fue puesto en prisión preventiva por «violencias en reunión por persona encargada de una misión de servicio público», «usurpación de funciones», «llevar ilegalmente insignias reservadas a la autoridad pública» y «complicidad en el desvío de imágenes provenientes de un sistema de vídeo de seguridad» que intentó conseguir para preparar su defensa. El mismo día, el Elíseo inicia un procedimiento de despido de Benalla en razón de «nuevas informaciones». También fue puesto en prisión preventiva y a disposición judicial su colega Vincent Crase, identificado en los vídeos participando en la agresión. Otros tres oficiales de policía fueron suspendidos y sometidos a prisión preventiva por haber entregado ilegalmente a Benalla copias de las imágenes de las cámaras de vigilancia que se estaban usando para investigar el caso y que su abogado necesitaba para organizar su defensa y refutar las acusaciones. 
El 21 de julio se prolongó la detención preventiva de Alexandre Benalla y Vincent Crase y se realizó un registro en el domicilio de Benalla con su presencia.[cita requerida] El hombre y la mujer agredidos en la manifestación que aparecían en el vídeo, fueron identificados y solicitaron ser escuchados por los investigadores del caso. 
El domingo 22 comparecieron ante el juez de instrucción, quien debe decidir las posibles inculpaciones.
El 2 de mayo, el propio Benalla había reconocido que era él quien aparecía en los vídeos grabados el día anterior. El director del gabinete, Patrick Strzoda, confirmó a Le Monde que efectivamente era él y que desde el mismo día 2 de mayo se le había sancionado con 15 días de suspensión de empleo y sueldo. A pesar de la suspensión y de la dimisión de sus funciones para organizar la seguridad de los desplazamientos del presidente, continuó apareciendo varios días después en actos públicos cerca del Presidente Macron, según mostraron los medios de comunicación.
Supuesto autoritarismo
Durante la presidencia de Macron, el Gobierno ha tratado de imponer reformas impopulares reprimiendo a los manifestantes, y a veces incluso saltándose el Parlamento. Asimismo, la Ley de Seguridad Global 2021, aumentó los poderes de la policía, y la ley que consolida el respeto de los "principios de la República", que socava las libertades de asociación. Varias instituciones francesas e internacionales, como el Comisario de Derechos Humanos del Consejo de Europa, el Relator Especial de la ONU sobre las libertades de asociación, la Liga de Derechos Humanos y la Contrôleuse générale des lieux de privation de liberté, han advertido de una posible «tendencia autoritaria»:

## Vida privada

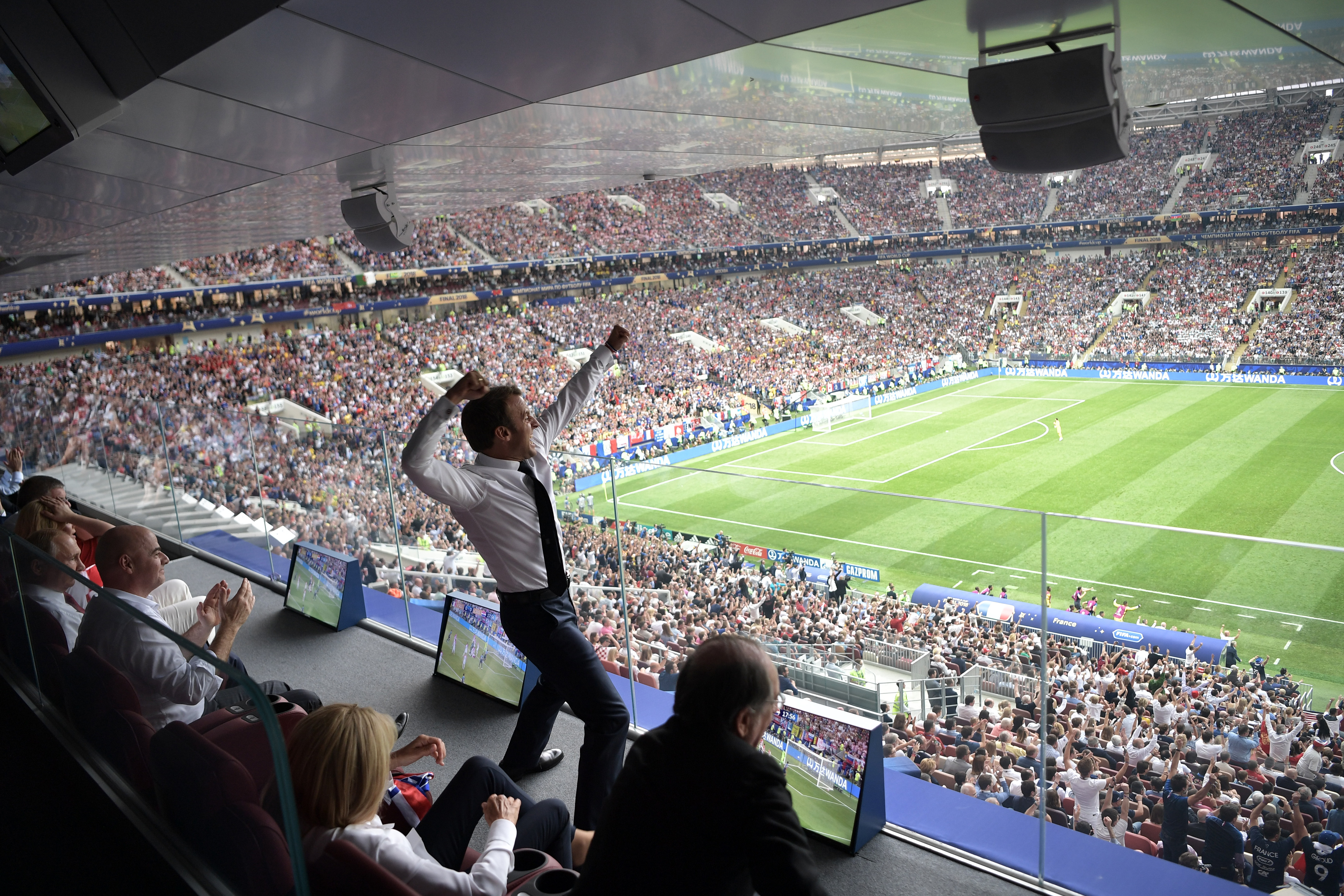
Macron celebra la victoria de ante en la final de la Copa Mundial de Fútbol de 2018 en el Estadio Olímpico Luzhnikí de Moscú.

Emmanuel Macron se casó el 20 de octubre de 2007 con su antigua profesora del liceo, Brigitte Trogneux, cuando él tenía 29 años y ella 54. Brigitte era su antigua profesora de literatura francesa en el colegio jesuita La Providence, perteneciente a una familia de empresarios chocolateros de Amiens.
Por aquel entonces, Brigitte Trogneux era profesora de literatura clásica veinticinco años mayor que Emmanuel Macron, y tenía tres hijos de una unión anterior con el banquero André-Louis Auzière (de quien se separó en 1994 y se divorció en 2006). Emmanuel Macron conoció a Brigitte en 1993, durante un taller de teatro que dirigió en su escuela secundaria francesa, cuando él tenía  dieciséis años y ella contaba con 40 años.

## Condecoraciones
En calidad de presidente de la República
- Gran maestre de la Legión de Honor (Francia)
- Gran maestre de la Orden Nacional del Mérito (Francia)

Condecoraciones francesas
- Gran cruz de la Legión de Honor (Francia, 2017, de derecho en calidad de gran maestre de la orden)
- Gran cruz de la Orden Nacional del Mérito (Francia, 2017, de derecho en calidad de gran maestre de la orden)

Condecoraciones extranjeras
- Gran oficial de la Orden de la Cruz del Sur (Brasil, 2012)
- Comendador de la Orden del Imperio Británico (Reino Unido, 2014)
- Gran cruz de la Orden del Salvador (Grecia, 2017)
- Gran cruz de la Orden Nacional del León de Senegal (Senegal, 2017)
- Gran cordón de la Orden de la República (Túnez, 2018)
- Caballero de la Orden del Elefante (Dinamarca, 2018)
- Gran cruz de la Orden de la Rosa Blanca con collar (Finlandia, 2018)
- Gran cordón de la Orden de Leopoldo (Bélgica, 2018)
- Gran cruz de la Orden del León Neerlandés (Países Bajos, 2023)
- Caballero de la Orden de los Serafines (Suecia, 2024)